# 臓器の移植に関する法律
臓器の移植に関する法律（ぞうきのいしょくにかんするほうりつ、平成9年7月16日法律第104号）は、臓器移植医療や臓器売買に関する日本の法律である。一般には臓器移植法と呼ばれる。
1997年（平成9年）7月16日に公布。

## 概要
法第5条および施行規則第1条において、移植の対象となる臓器の種別を、人の心臓、肺、肝臓、腎臓、膵臓、小腸、眼球に限定している。
法第6条において、死亡した者が臓器移植の意思を生前に書面で表示していて、遺族が拒まない場合に限り、｢脳死した者の身体｣を｢死体｣に含むとしてその臓器を摘出できると規定する。
臓器提供意思を有効に表示可能な年齢については、法文には何ら規定されていない。臓器移植の意思を書面で表示するためには、脳死という概念を理解し、臓器提供の意思を明示する必要があり、意思能力が不可欠とされる。
未成年者の意思能力年齢については諸説あるが、厚生労働省が保健医療局長名（当時）で「臓器の移植に関する法律」の運用に関する指針（ガイドライン）として「臓器提供に係る意思表示の有効性について、年齢等により画一的に判断することは難しいと考えるが、民法上の遺言可能年齢等を参考として、法の運用に当たっては、15歳以上の者の意思表示を有効なものとして取り扱うこと」と通知したことから、実質的には15歳未満の臓器提供ができないとされていた。
しかし2009年の法改正により、2010年1月17日からは、臓器を提供する意思表示に併せて、親族に対し臓器を優先的に提供する意思を書面により表示できることになった。また2010年7月17日からは、本人の臓器提供の意思が不明な場合にも、家族の承諾があれば臓器提供が可能となった。これにより15歳未満の者からの脳死下での臓器提供も可能になった。
臓器移植法は臓器売買や無許可の臓器あっせんなどを禁止しているが、厚労省の立ち入り検査などの対象は国の許可を得た臓器あっせん団体だけであり、ほかの団体などには調査権限が及ばず、許可取り消しの処分なども行えない。海外での臓器移植を巡っては過去にも日本人患者が手術後に容体を悪化させるなどのケースが起きているが厚労省には調査権限がなく、警察が臓器移植法違反容疑を視野に捜査したこともあるが、移植の現場が海外で手術の内容や金銭授受の裏付けが難しく、立件は見送られてきたという課題も残されている。

## 内容
- 法の目的（第1条）
- 基本的理念（第2条）
- 国、地方公共団体の責務（第3条）
- 医師の責務（第4条）
- 臓器の定義（第5条）
- 臓器の摘出等（第6条〜第10条）
- 臓器売買等の禁止と例外（第11条〜第12条）
- 臓器あっせん機関の守秘義務（第13条）
- 臓器あっせん機関の帳簿保全、報告義務等（第14条）
- 厚生労働大臣の臓器あっせん機関への監督権（第15条〜第17条）
- 経過措置（第18条）
- 厚生労働省令への委任（第19条）
- 罰則等（第20条〜第25条）
- 附則

## 制定過程
臨時脳死及び臓器移植調査会設置法に基づき設置された臨時脳死及び臓器移植調査会（脳死臨調）は脳死を人の死と認め、脳死者からの臓器移植も認めるとする審議結果を1992年1月22日に答申した。これを受け立法作業が始まり、この法律案は、1996年12月に第139回国会衆法第12号として中山太郎議員他によって、議員立法として提出され、1997年4月24日に衆議院で可決され参議院に送られた。参議院では、1997年6月17日に一部修正の上可決され、衆議院に回付された。衆議院では、参議院からの修正回付案に同日同意が与えられ、成立した。法律の施行日は、1997年10月16日。
このように、衆議院で無修正の上可決された法案が、参議院で大幅修正の上もう一度衆議院で同意が与えられ成立するという異例の展開となった。
この法律案に関しては、日本共産党を除く全政党が、例外として党議拘束を外している。党議拘束を外した理由として、各政党は人の死を定義するという、議員個人の倫理・宗教観に関わるような議案だったためとしている。なお日本共産党は、党議拘束をかけて採決を棄権している。

## 2009年改正の経緯
当初より他国に比べ、特に脳死臓器移植の臓器提供に関する制約が厳しく移植数が伸びないとの指摘があり、脳死臓器移植の施術状況を考慮しながら、法律施行後3年を目処に見直すことになっていた。しかし、10年以上が経過し、脳死臓器移植の数が増えず移植医療が停滞していたにもかかわらず、長い間改正されていなかった。議員立法であった法律成立の過程に配慮してか、行政府は改正案を出さずに、議員有志の改正案作成に委ねられた。

### 衆議院提出の改正案の内容
- いわゆるA案（2006年3月31日第164国会衆法第14号）
  - 提案者は、中山太郎（自民党）、河野太郎（自民党）、福島豊（公明党）ほか衆議院議員計6名
  - 改正内容は、年齢を問わず、脳死を一律に人の死とし、本人の書面による意思表示の義務づけをやめて、本人の拒否がない限り家族の同意で提供できるようにする。
  - 利点は、家族の同意があれば、子供から子供への臓器移植が可能になること。
  - 問題点は、脳死を一律に人の死とすることに抵抗が根強いこと、親の虐待を受けて脳死になった子から親の同意で提供されて虐待の証拠が隠滅される懸念があること、脳の回復力が強い乳幼児の脳死判定基準が確立していないこと。
- いわゆるB案（2006年3月31日第164国会衆法第15号）
  - 提案者は、石井啓一（公明党）ら衆議院議員計2名
  - 改正内容は、臓器移植の場合のみ脳死を人の死とすることは変えずに、年齢制限を現在の15歳以上から12歳以上に引き下げる。
  - 利点は、死の概念を変えなくてすむこと、本人の意思を必要としたまま対象の拡大ができること。
  - 問題点は、12歳未満の臓器移植に対応できないこと。
- いわゆるC案（2007年12月11日第168国会衆法第18号）
  - 提案者は、阿部知子（社民党）、枝野幸男（民主党）、金田誠一（民主党）の衆議院議員3名
  - 改正内容は、臓器移植の場合のみ脳死を人の死とすることや書面による意思表示要件は変えずに、脳死判定基準を明確化（厳格化）するとともに、検証機関を設置する。年齢制限の変更は法案内容に含まれていない（変更しない）。
  - 利点は、移植の客観性や透明性を高めることができること。
  - 問題点は、臓器移植が進まない現状の改善ができず、15歳未満の臓器移植の対応できないこと。

いずれの議案も否決される可能性があるため、多くの議員の賛同を得るべく、折衷案（いわゆるD案）が2009年5月に提出された。しかし、AからCの各案の賛同議員から折衷案に対する反対意見も述べられた。
- いわゆるD案（2009年5月15日第171国会衆法第30号）
  - 提案者は、根本匠（自民党）、笠浩史（民主党）ほか衆議院議員計7名
  - 改正内容は、15歳未満の臓器提供について、家族の代諾と第三者の確認により可能とする。臓器移植の場合のみ脳死を人の死とすることや15歳以上の臓器提供手続については、法案内容に含まれていない（変更しない）。
  - 利点は、死の定義を変えることなく15歳未満にも移植の可能性を開くことができること。15歳未満については第三者による確認が確保されること。
  - 問題点は、15歳以上について本人の意思確認が必要で臓器移植が進まない現状の改善ができないこと。15歳未満について家族に承諾するか否かの困難な判断を迫ることになること。

移植を必要とする患者団体などからは、一刻も早いドナーの拡大を求められているが、交通事故の遺族団体などからは、ドナーを拡大するためだけの改正には反対の声がある。

### 衆議院での審議
衆議院には、議員提案の改正案が上記の4案が提出されていた。法案提出から何年にもわたり、ほとんど審議が進んでいない状況であったが、2009年5月に世界保健機関（WHO）総会において、臓器不正売買を目的に、移植ツーリズムの原則禁止や、生体移植、組織移植をめぐるガイドラインを決議する見込みになったことから、2009年になって、改正の機運が出てきている（WHOの決議自体は、新型インフルエンザの流行が起きたことに伴い、総会の開催期間が短縮されたため、2010年に延期されている）。
2009年4月に入り、自民党と民主党の国会対策委員長が、審議促進に向け積極的な発言を行った。国会では、衆議院厚生労働委員会に臓器移植法改正法案審査小委員会が設置され、審議を行ってきたが、2009年4月28日に小委員長中間報告がなされ、論点整理が行われた。その後、衆議院厚生労働委員会では、2009年5月27日と6月5日に法案審議が行われ、委員会審議は実質終了した。
衆議院は、2009年6月9日の衆議院本会議で、委員会採決を省略して、厚生労働委員会の田村憲久委員長による臓器移植法改正4案の審議経過に関する「中間報告」の聴取と、各案提出者による意見表明が行われた。2009年6月18日に、衆議院本会議で採決。法案提出順（ABCDの順）に記名式投票をし、過半数の賛成を得られた案が出た時点で終了するという方式で採決が行われた。共産党が審議不十分として全員棄権したほかは、他の政党は議員個人の倫理観にかかわるものとして党議拘束をはずして、採決に臨んだところ、自民党議員を中心にA案賛成者が多く、賛成263人・反対167人でA案が可決され、衆議院を通過した。

### 衆議院でのA案賛否数
| 政党                     | 賛成 | 反対 | 棄権 |
| ------------------------ | ---- | ---- | ---- |
| 自民                     | 202  | 77   | 24   |
| 公明                     | 12   | 18   | 1    |
| 民主・無所属クラブ       | 41   | 65   | 6    |
| 社民・市民連合           | 0    | 7    | 0    |
| 共産                     | 0    | 0    | 8    |
| 国民新・大地・無所属の会 | 2    | 0    | 5    |
| 無所属                   | 6    | 0    | 2    |
| 計                       | 263  | 167  | 56   |

### 参議院での審議
A案が衆議院で可決され参議院に送付されたが、A案反対者の多かった野党が過半数を占めていたため、成立の行方は不透明とも見られた。当時野党だった民主党の輿石東参院議員会長は2009年6月18日の記者会見で、「臓器移植法案を最優先でやらなければいけないとは思ってない。急がなければ死んでしまうという話でもない。一日も早く救いたい気持ちは分かるが」と述べた。
衆議院でA案が可決されたことを受け、改正に慎重な参議院議員有志らにより、いわゆるE案が提出されている。2009年6月26日に、衆議院を通過したA案と新たに提出されたE案の趣旨説明が行われている。また、A案の内容のうち、脳死を人の死とすることへの抵抗感から否決されることを避けるため、A案の修正案（いわゆるA'案）が、7月10日に提出された。
参議院厚生労働委員会における5日間の審議の後、委員会採決を省略して、2009年7月10日に中間報告を行い、本会議で直接採決されることとなった。
A'案およびE案については、仮に参議院で可決しても、衆議院での審議と議決が再び必要となるため、衆議院解散に伴い廃案になるおそれがあった。また、3案とも否決された場合とA'案が可決された場合は、修正前のA案について、衆議院での再議決をする可能性があった。
しかし、2009年7月13日に、参議院本会議において、衆議院同様に共産党を除く各党が党議拘束をはずして採決に望み、押しボタン方式で採決を行われたところ、まずA'案（A案修正案）が賛成72、反対135の反対多数で否決され、続いてA案が賛成138、反対82の賛成多数で可決・成立した。E案は、A案が可決されたため、採決されずに廃案となった。改正法は、公布から1年後の2010年7月17日に施行された。

### 参議院提出の法案の内容
- いわゆるE案（子どもの脳死臨調設置法案、2009年6月23日第171国会参法第26号）
  - 提案者は、千葉景子（民主党）、川田龍平（無所属）ほか参議院議員計9名
  - 改正内容は、内閣府に臨時調査会を設置し、子供の脳死判定基準などについて、1年かけて検討する（臓器移植法についての改正はなし）。
- いわゆるA'案・A案修正案（2006年3月31日第164国会衆法第14号（2009年7月10日提出修正案））
  - 提案者は、南野知惠子参議院議員（自民党）
  - 修正内容は、A案の内容のうち、「現行法から『その身体から移植術に使用されるための臓器が摘出されることとなる者であって』という部分を削り」という改正部分を削除して、脳死を一律に人の死とするのではなく、現行法の臓器移植の場合に限って脳死を人の死とする内容のままになるようにする。さらに、附則に（提供者の）「家族らの心情を十分配慮する」こと、改正法施行後3年をめどに見直すことを規定する。